# 브라더후드 (드라마)
《브라더후드》(영어: Brotherhood)는 2006년부터 2008년까지 방영된 드라마이다.